# День Канады

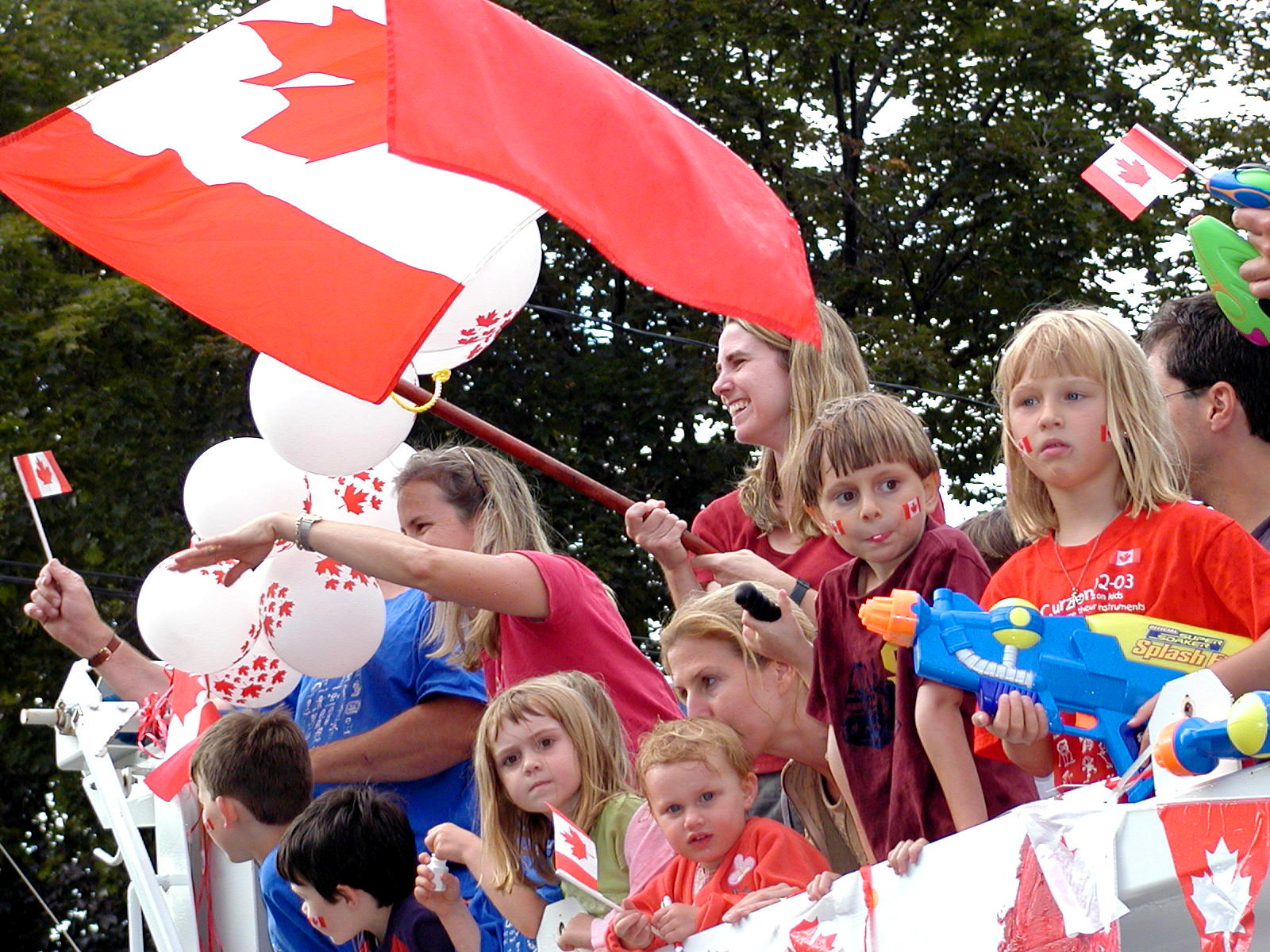
Дети смотрят парад на День Канады в Монреале

День Канады (англ. Canada Day, фр. Fête du Canada), бывший День Доминиона (англ. Dominion Day, фр. Le Jour de la Confédération) — национальный праздник Канады, общегосударственный выходной день, отмечающий годовщину подписания 1 июля 1867 года акта о Британской Северной Америке, объединившего три провинции в единое государство Канада. Праздник отмечается как в Канаде, так и за её пределами.

## Событие
Часто называемое днём рождения Канады, особенно в популярной прессе, событие отмечает объединение Британских Северо-американских колоний Новая Шотландия, Нью-Брансуик и Провинция Канада в федерацию четырёх провинций (Провинция Канада в процессе была разделена на Онтарио и Квебек), произошедшее 1 июля 1867 года. Хотя рассматривалось образование Канады, как королевства с собственными правами, британский парламент сохранил ограниченные права на контроль политики нового государства, которые постепенно уменьшались до 1982 года, когда Конституционный акт закрепил канадскую конституцию.

## История

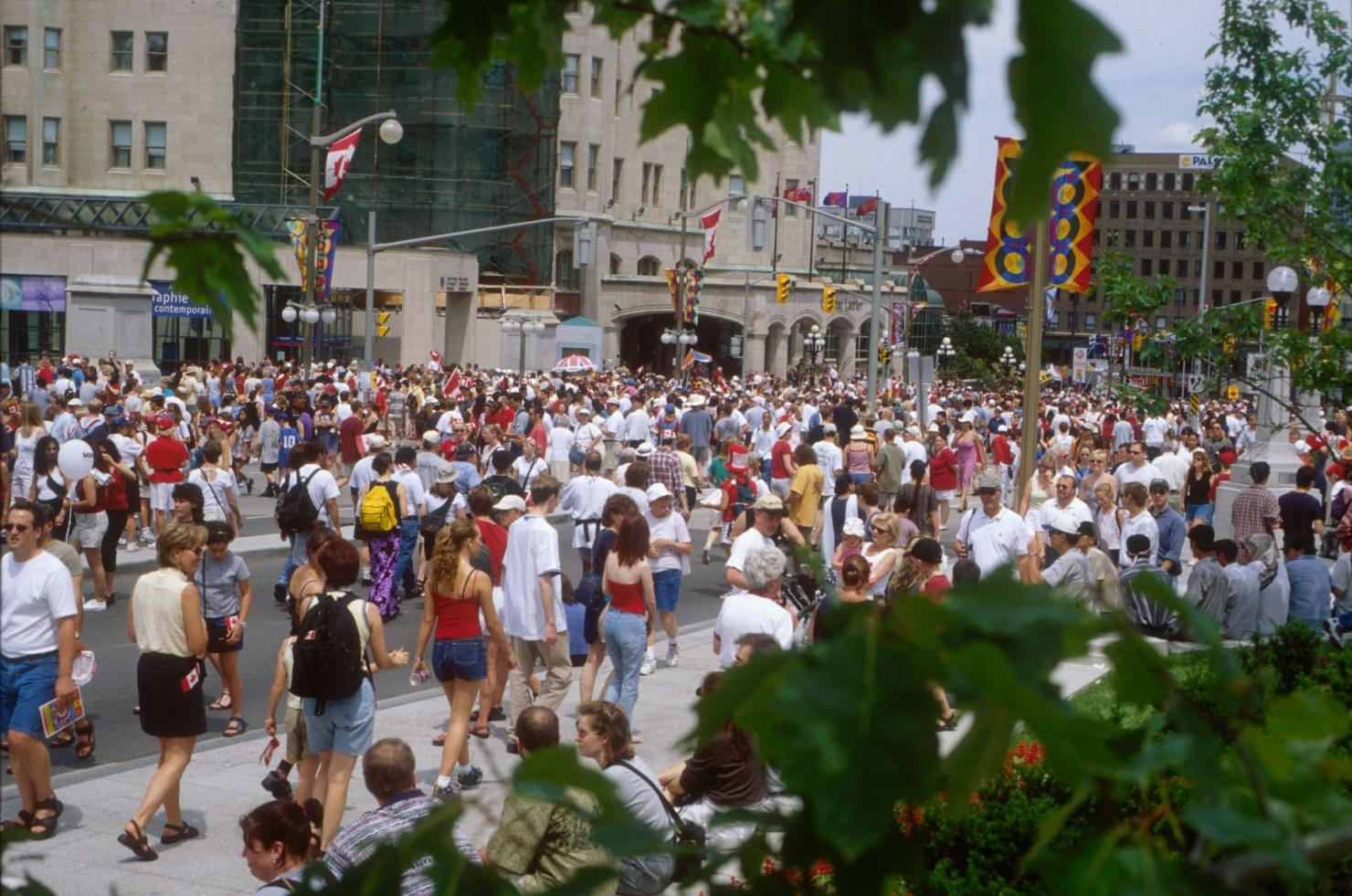
Празднование Дня Канады на Веллингтон стрит, Оттава

20 июня 1868 года генерал-губернатор Канады Чарльз Стэнли Монк опубликовал королевское воззвание к канадцам праздновать годовщину конфедерации. Однако праздник не являлся выходным днём до 1879 года, когда его назвали День Доминиона в память о том, что страна называлась Доминионом в акте о Британской Северной Америке. Изначально праздник не был основным в национальном календаре; до начала двадцатого века канадцы считали себя британцами и, таким образом, не были заинтересованы в праздновании отдельно канадской формы патриотизма. Поэтому никаких официальных церемоний не проводилось до 1917 года — золотой годовщины Конфедерации — и потом ещё целое десятилетие.
Все изменилось после второй мировой войны; начиная с 1958 года канадское правительство руководит празднованием Дня Доминиона, обычно заключающимся в церемонии выноса знамени на Парламентском холме днём и вечером с последующим концертом и салютом. Столетие Канады в 1967 году часто рассматривается как важная веха в истории канадского патриотизма и становлении Канады как отдельного независимого государства, после которого День Доминиона стал более популярным среди простых канадцев. В поздних шестидесятых был добавлен многонациональный концерт в Оттаве, транслируемый по телевизору, и день стал известен как Фестиваль Канады; после 1980 года канадское правительство стало пропагандировать празднование Дня Доминиона за пределами столицы, выдавая для этого гранты и помощь городам по всей стране.
В присутствии только 12 членов Парламента, что на 8 членов меньше кворума, частная инициатива об изменении названия праздника на День Канады прошла Палату общин без дебатов за пять минут. С королевской санкции название праздника было официально изменено на День Канады 27 октября 1982 года, во многом благодаря принятию Конституционного акта ранее в этом году. Несмотря на некоторую полемику, многие канадцы неформально называли праздник Днём Канады задолго до того, как произошло официальное переименование. Эндрю Коэн (Andrew Cohen), ведущий колонки в Оттава ситизен, ранее в Глоуб энд Мейл, назвал День Канады «сокрушительной банальностью» и раскритиковал переименование «отказом от прошлого, ложным прочтением истории, отягченным политической корректностью и историческим невежеством». Для Коэна смена названия праздника есть пример системного отказа канадского правительства от канадской истории.
В качестве годовщины образования Конфедерации к Дню Доминиона, а затем и Дню Канады был приурочен ряд важных событий, как, например, первое (временное) выступление на нескольких национальных радиостанциях (1927), церемония открытия телевещания CBC (1958), открытие глубоководного пути Святого Лаврентия (1958), первое цветное телевещание в Канаде (1966), представление Ордена Канады (1967) и исполнение «O Canada» как национального гимна страны (1980). Другие события, которые произошли в этот день по случайному совпадению, — это первый день Битвы на Сомме в 1916 году (вскоре после этого провинция Ньюфаундленд и Лабрадор объявила 1 июля Днём Памяти, чтобы почтить воинские части Ньюфаундленда, которые понесли большие потери в этой битве), а также — это день подписания Китайского иммиграционного акта в 1923 году, заставившего канадцев китайского происхождения считать 1 июля Днём Унижения и бойкотировать празднование вплоть до 1947 года, когда этот акт был упразднён.

## Празднование

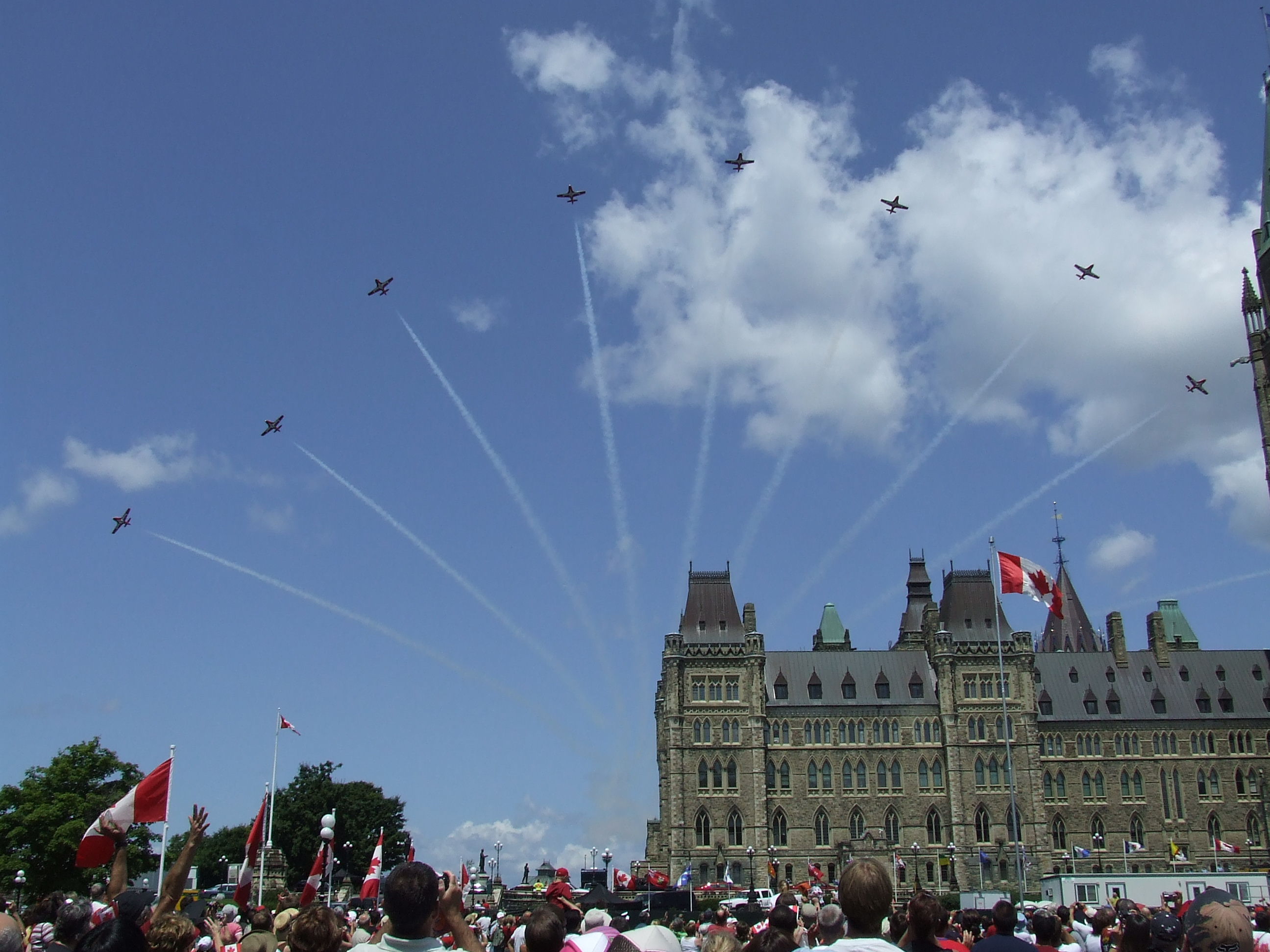
Авиашоу на праздновании Дня Канады в Оттаве

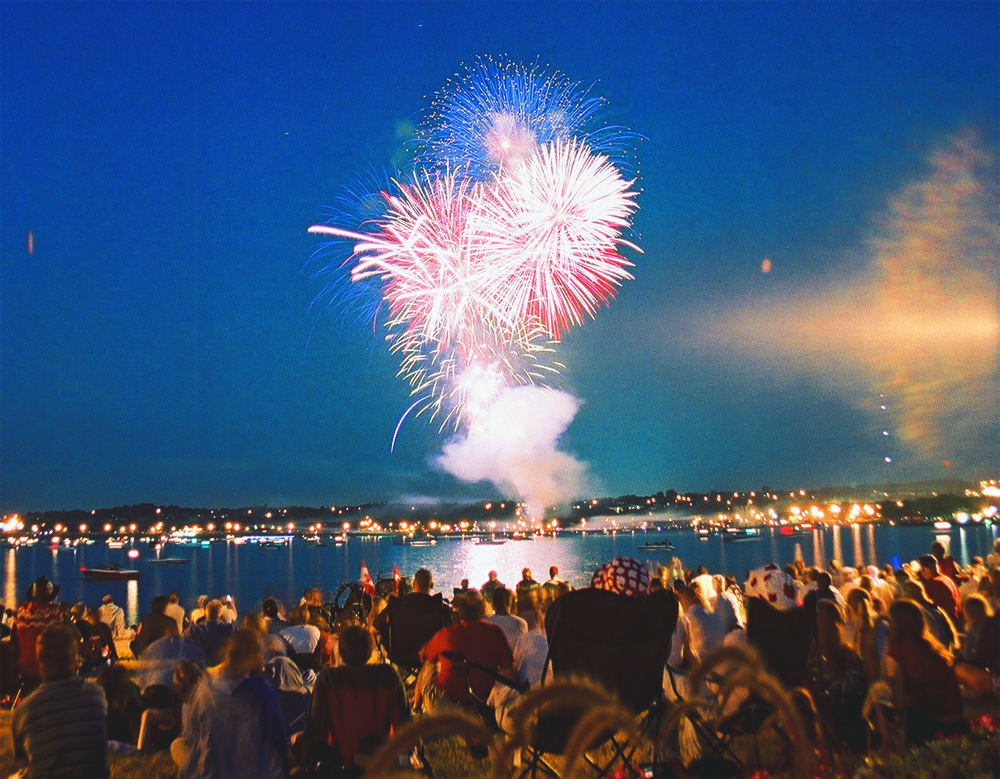
Фейерверки в День Канады в городе Берри, Онтарио.

Большинство общин в стране организуют массовые празднования на День Канады, обычно на свежем воздухе, как то: парады, карнавалы, фестивали, барбекю, воздушные и морские представления, салют, бесплатные музыкальные концерты, а также церемонии подписания клятвы гражданина для новых граждан. Не существует стандартов празднования Дня Канады. Как сказала профессор международных отношений Оксфордского университета Дженифер Уэльс (Jennifer Welsh): «День Канады, как и сама страна, бесконечно нецентрализован. Нет ничего, что могло бы быть основным рецептом, как праздновать его — спишите это на природу Федерации». Однако ключевым местом празднеств является национальная столица Оттава, Онтарио, где на Парламентском Холме проходят большие концерты, под председательством Генерал-Губернатора Канады, как и в других парках города, а также в Халле (старая часть города Гатино, Квебек). Монарх также может присутствовать на праздновании Дня Канады в Оттаве; королева Елизавета II была в 1990, 1992, 1997 и 2010 годах. Королева также помогала праздновать столетнюю годовщину Канады 1 июля 1967 года.
Из-за федеративной природы праздника его отмечание является причиной трений в провинции Квебек. Например, федеральное правительство организовало празднование в Старом Порту — месте, предложенном государственной корпорацией, в то время как спонтанный парад встретил большое сопротивление федеральных властей. Основы праздника также критикуются англоговорящими канадцами, например, ведущий колонки в Ottawa Citizen Дэвид Уоррен (David Warren) сказал в 2007 году: «Канада с бумажными флажками и разукрашенными лицами, спонсируемыми правительством, — это каждый год „новая“ Канада, которая отмечает то, что сейчас называется „Днём Канады“ — в этом нет ничего спорного. Вы можете махать другим флагом, выбрать другую раскраску лица, и ничего не потеряете.»
День Канады (1 июля) также совпал с традиционным Днём переезда в Квебеке. Так как многие квартиры в аренду в провинции сдаются на фиксированный срок с 1 июля по 30 июня следующего года, некоторые жители Квебека, которые могли бы посетить фестивали по случаю Дня Канады, заняты переездом на новое жильё. Предположения, что переезды являются намеренным решением Движения за отделение Квебека, чтобы уменьшить участие в патриотическом празднике Канады, игнорируют тот факт, что билль, передвигающий день переезда в провинции с 1 мая на 1 июля, был представлен про-государственным членом Национальной Ассамблеи Квебека, Жеромом Шоке (Jérôme Choquette).

### Празднование в мире
Канадские экспатрианты организуют своё празднование Дня Канады. Например, с 30 июня 2006 года происходит ежегодное празднование Дня Канады на Трафальгарской площади (местонахождение Дома Канады) в Лондоне, Англия. Организованное канадским сообществом в Великобритании и канадской дипломатической миссией в Лондоне, событие включает среди прочего выступления канадских исполнителей и демонстрацию уличного хоккея. Также, с 2000 года бар Крест Виктории в Сиднее, Австралия, является местом официального празднования Дня Канады; День Канады отмечается и в Гонконге. Канадские вооружённые силы отмечают праздник на своей базе в Афганистане, а также проходят мероприятия в Чапале, Мексика в составе Американского Легиона. Канадский клуб в Ajijic, Мексика также организует праздник.
Детройт (Мичиган), США и Виндзор, Онтарио отмечают с 1950-х День Доминиона или День Канады и День независимости США Международным Фестивалем Свободы. Большой салют над рекой Детройт, разделяющей два города, каждый год привлекает сотни тысяч людей. Нечто подобное происходит каждый год на Фестивале Дружбы на совместном праздновании в Форте Эри, Онтарио и соседнем Буффало (Нью-Йорк), США на День Канады и День Независимости.

## Исключения
Согласно государственному акту о праздниках День Канады отмечается 1 июля, за исключением случаев, когда праздник попадает на воскресенье. В этом случае выходным днём считается 2 июля, при этом все празднества обычно проходят 1 июля, хотя это и не является основным праздником. Если праздник попадает на субботу, следующий понедельник обычно считается выходным днём для тех, чей бизнес обычно закрыт по субботам.